# Marmosa murina
La marmosa común (Marmosa murina), también conocida como ratón de anteojos, raposa chica, comadrejita ratona o zarigüeya ratón es una especie de marsupial didelfimorfo de la familia Didelphidae. El nombre "marmosa común" varía según las zonas, por ejemplo en el sur de Sudamérica se le da el nombre de marmosa común a la especie Thylamys pusillus.

## Distribución y hábitat
Trinidad y Tobago, Venezuela (salvo el tercio occidental, incluidas islas próximas a la costa), Guyana, Surinam, Guayana Francesa, norte y costa oriental de Brasil, noroeste de Bolivia, oriente del Perú, Ecuador y Colombia. Prefiere los bosques hasta los 1.500 m s. n. m.

## Características
El cuerpo mide entre 10 y 16 cm de longitud y pesa entre 38 y 52 g. Su pelambre es suave y aterciopelado, en la espalda de color pardo o gris obscuro, con tonos rojizos; y blanco amarillento en el cuello, pecho y vientre. Los ojos están rodeados de un parche negruzco. Las orejas carecen de pelo. Cola muy prensil y carente de pelo de 16 a 19 cm de largo. La hembra tiene marsupio, pero no puede llevar a sus crías en él, por lo que las lleva en el lomo.

## Dieta
Se alimenta de insectos, lagartijas, pequeños roedores, huevos y frutos. Tiene hábitos preferentemente nocturnos y terrestres.